# 小行星9733
小行星9733（英語：9733 Valtikhonov）是一颗围绕太阳公转的小行星。1985年9月19日，尼古拉·切爾尼赫、柳德米拉·切爾尼赫在纳昂切尼奇发现了此天体。
这颗小行星的绝对星等为130.519421851903等。